# Tyrone Washington
Tyrone Lamar Washington (nacido el 16 de septiembre de 1976 en San Luis, Misuri) es un exjugador de baloncesto estadounidense. Con 2.08 metros de estatura, jugaba en la posición de pívot.

## Trayectoria
- Universidad Estatal de Misisipi (1996-1999)
- Virtus Ragusa (1999-2001)
- Viola Reggio Calabria (2001)
- Fabriano Basket (2001-2002)
- Estrella Roja (2002)
- Columbus Riverdragons (2002-2003)
- Galatasaray (2003-2004)
- Purefood TJ Hot Dogs  (2004)
- Scafati Basket (2004-2005)
- Andrea Costa Imola (2005)
- Mississippi HardHats (2005)
- Fujian Xunxing (2005-2006)
- Capitanes de Arecibo (2006)
- Shaanxi Kylins (2006-2007)
- Busan Magicwings  (2007)
- Al Ittihad Aleppo  (2008)
- Cariduros de Fajardo (2008)